# Мінас-Тіріт

Облога Мінас-Тіріта

У легендаріумі Дж. Р. Р. Толкіна під назвою Мінас-Тіріт вказано два географічних об'єкти.

## Мінас-Тіріт (Перша епоха)
Мінас-Тіріт (синд. Minas-Tirith — Фортеця Рубежу, Вартова Вежа) — у Першу Епоху Вежа-Фортеця, збудована королем Нарготронда Фінродом Фелагундом на острові Тол-Сіріон (серед річки Сіріон) невдовзі після приходу в Белеріанд не пізніше 50 року П. Е.
«Поміж Дортоніоном і Тінистими Горами була вузька долина, прямовисні стіни якої поросли соснами; сама ж долина зеленіла, бо через неї текла Річка Сіріон, що несла бистрі води до Белеріанду. Сіріоновим Проходом володів Фінрод, і на острові Тол-Сіріон посеред річки спорудив він могутню сторожову вежу — Мінас-Тіріт; але після побудови Нарготронда передав він ту фортецю братові своєму Ородрету.»
Сіріонів прохід між Еред Ветрін (Тінистими горами) і Ехоріатом (Окружними горами) був єдиним місцем, де велике військо могло вийти на землі Західного Белеріанду з Півночі, що робило фортецю важливим стратегічним пунктом.
У 457 р. Першої Епохи, через два роки після Дагор-Браголлаху (Битви Раптового Полум'я), Саурон виступив проти Ородрета і приступом захопив Мінас-Тіріт, напустивши на його захисників темну хмару жаху. Ородрет полишив твердиню і утік до Нарготронда.
«Тоді Саурон перетворив Мінас-Тіріт на сторожову вежу Моргота, а прекрасний острів Тол-Сіріон став проклятим і отримав назву Тол-ін-Гаурот — Острів Вовкулаків. Жодна жива істота не могла прошмигнути тією долиною, щоби Саурон не вистежив її зі своєї вежі.»
У 465 році Першої Епохи Берен, Фінрод Фелагунд та десять їх супутників, що прийнявши подобу орків йшли до Ангбанда, були помічені Сауроном і приведені до фортеці, де відбувся легендарний пісенний поєдинок Фінрода з Сауроном у якому король вийшов переможцем. Тоді Саурон зірвав із прибульців машкару, і вони постали перед ним роздягнені та налякані. Проте, викривши їхню природу, Саурон не довідався ні їхніх імен, ні їхніх намірів.
Відтак він запроторив їх до глибокої ями, темної та німої і погрожував жорстоко вбити кожного, хто не викаже йому правди. Час од часу полонені бачили, як у темряві спалахували два ока, і вовкулака зжирав одного з побратимів; але жоден не зрадив свого володаря.
Коли вовк прийшов по Берена, Фелагунд, доклавши чималих зусиль, розірвав пута, і боровся з вовкулакою, і власними руками та зубами порішив його; проте і сам зазнав смертельного поранення. Тоді й звернувся до Берена, мовивши:
-Отепер іду я на довгий спочинок у чертоги безчасся по той бік морів і Гір Аману. Багато літ спливе, доки я знову з'явлюся між нолдорами; і може статися так, що ні у смерті, ні в житті не доведеться нам зустрітись удруге, бо долі наших народів різняться. Прощавай!
І помер він у темряві, в Тол-ін-Гауроті, чиї величні вежі сам же й звів.
Того ж дня острів був звільнений від влади Саурона Лутіен Тінувіель, після того, як валлінорський гончак Гуан повалив чаклуна, що вийшов під виглядом вовка на поєдинок. Прийнявши подобу великого кажана, поранений Саурон втік, по деревах розбризкуючи кров із горла, і прибився до Таур-ну-Фуїну, й оселився там, і оповив те місце жахіттям.
Фортеця була звільнена, але зруйнувалася без підтримки волі Саурона, що пов'язувала її воєдино і вже не відбудовувалася. Після зруйнування Мінас-Тіріта на острові було поховано Фінрода, його могила залишалась недоторканою до кінця Першої Епохи.
Після Війни Гніву руїни фортеці разом з Белеріандом та іншими землями розташованими західніше Еред-Луїн (крім частини Оссіріанду) пішли під воду і стали дном моря.

## Мінас-Тіріт (Мінас-Анор)
Мінас-Тіріт (до 1640 р. Т. Е. Мінас-Анор; синд. Minas-Tirith — «Фортеця Рубежу», «Сторожова Вежа», в деяких перекладах «Фортеця Останньої Надії») — остання фортеця королівства Гондор, столиця з 1640 року Третьої Епохи. Також мало назву Місто Гондор.

### Історія
Наприкінці Другої Епохи, після падіння Нуменора і порятунку Вірних Нуменорців на чолі з Еленділом, кораблі синів Еленділа Ісілдура і Анаріона занесло на південь біля гирла Великої Річки Андуін. Піднявшись угору течією річки, вони заснували володіння, що згодом отримало назву Гондор (Кам'яна Земля). Столицею Королівства стало місто Осгіліат на обох берегах Андуіну, з'єднане великим мостом з вежами та кам'яними будинками. Обабіч столиці стояли дві твердині: Мінас-Ітіль (Вежа Східного Місяця) на схилі Гір Тіні як погроза Мордору та Мінас-Анор (Вежа Спадного Сонця) біля підніжжя Бескиду Міндоллуін як захист від дикунів долин. У Мінас-Ітілі був Дім Ісілдура, а в Мінас-Анорі — Дім Анаріона. У Мінас-Анорі було розташовано один з палантирів — чарівних каменів, що мали властивість показувати тому, хто дивився в них, речі віддалені у часі та просторі.
У 2 році Третьої Епохи, після Війни Останнього Союзу та загибелі Еленділа та Анаріона, Ісілдур посадив у Мінас-Анорі пагін Білого Дерева як пам'ять про брата. Пребагато літ росло перед домом короля в Мінас-Анорі Біле Дерево — нащадок того дерева Ісілдур перевіз через морські простори з Нуменору, яке само походило від дерева з Аввалоне, що в свою чергу походило з Валлінору Первозданних часів, коли світ був молодий.
У 420 році Третьої Епохи 7-й король Гондору Остогер перебудував фортецю й зробив з неї літню резиденцію королів. Місто зростало й розвивалося як культурний центр королівства (там знаходилась, зокрема, королівська бібліотека, заснована Ісілдуром, що містила документи ще з часів Нуменору).
У 1636 р. Т. Е. більша частина населення Осгіліату, включно з королем Телемнаром та його родиною, вимерли від Великої Моровиці, вціліла частина населення втекла до Ітілену. У 1640 р. Т. Е. племінник Телемнара Тарондор переніс столицю в Мінас Анор, що відтоді став називатись Мінас-Тіріт, а Осгіліат був покинутий і повільно руйнувався. Разом з Телемнаром померло й Біле Дерево Мінас-Анора, але Тарондор посадив сім'я у Цитаделі.
У 2002 р. Т. Е. Мінас-Ітіль був захоплений назгулами і перетворений на Мінас-Моргул (Фортецю Темних Сил), відтоді почалась відкрита боротьба Гондору та Мордору.
У 2050 р. останній король Гондору Еарнур був викликаний на поєдинок Королем-Чаклуном і зник безвісти поблизу Мінас-Моргула. Відтоді до 3019 р. містом і королівством правлять намісники — правителі з Дому Мінарділа.
Після смерті намісника Белектора II померло Біле Дерево. Нового сімені не було. Засохле дерево залишають стояти «допоки король не повернеться».
У 3019 р. Т. Е. Мінас-Тіріт був обложений силами Мордору та його союзників: Гараду, Кханду та ін. Облога завершилася кровопролитною битвою на Пеленнорських полях, у якій перемогу отримали армії Гондору і Рогану. Після Війни за Перстень місто стало столицею Возз'єднаного королівства Арнору і Гондору під скіпетром короля Елессара Ельфініта. 25 червня він знаходить у Білих горах молоде Біле Дерево і пересаджує його до Цитаделі. Наприкінці літа 3019 р. у місті відбувається весілля короля і Арвен.

### Опис
Мінас-Тіріт було побудовано на скелі, що була відрогом гори Міндолуїн. Фортеця розташовувалась на семи терасах, кожна з яких примикала до схилу гори, і в кожній була своя стіна з воротами. Головні ворота були викуті зі сталі (після штурму Мінас-Тіріту в ході Війни за Перстень вони були зруйновані Королем-Чаклуном і згодом замінені гномами Еребору на міфрілові) та захищені двома бастіонами і барбаканом з нуменорського каменю. Ворота відкривались точно на схід. Хоча зовнішня стіна і була побудована в епоху занепаду Гондору, вона виявилась достатньо тривкою, щоб витримати удари стінобитних машин Саурона й обстріл.
Ширина терас була різною: перша складалася з багатьох вулиць. Під час штурму міста військами Саурона запалювальні бомби з катапульт не долітали до другої тераси й падали на першій. Інші були вужчими, однак і їх ширина була значною.
Ворота другого кільця стін були зсунуті на південь, третього на північ, і так до самої вершини, тому брукована дорога йшла зигзагами. Нагорі скелю оточувала висяча галерея: з цього гнізда захисники фортеці могли стежити за воротами, що лежали на 700 футів нижче.
З галереї прямої, освітленої світильниками хід вів до сьомих воріт. За ними розташовувався Верхній Двір, водойма з Фонтаном, Біле Дерево та Біла Вежа, побудована у 1900 р. Т. Е. (перебудована у 2698 р. Т. Е.), у якій знаходився палантір. Від стяга на її шпилі до рівнини Пеленнора була повна тисяча футів.
Охороняли Двір елітні солдати Гондору, особиста гвардія королів, а потім намісників (Сторожа Фонтану).
Маючи захисників, що були здатні тримати в руках зброю, Мінас-Тіріт був настільки добре укріплений, що лише втручання Предводителя назгулів дозволило зруйнувати ворота. Але Король-Чаклун не встиг прорватись далі Великих Воріт, оскільки був змушений відступити в зв'язку з початком атаки рогіримів у вирішальний момент битви на Пеленнорських Полях.